# アドルフ・エルプスレー
アドルフ・エルプスレー（Adolf Erbslöh, 1881年5月27日 - 1947年5月2日）はドイツの画家である。マリアンネ・フォン・ヴェレフキンとアレクセイ・フォン・ヤウレンスキーとともに、ミュンヘン新芸術家協会の創立メンバーとなった。

## 略歴
ニューヨークに生れた。ベルギッシェス・ラント(Bergisches Land)のバルメン（Barmen:現在のヴッパータールの一部）の実業家の家系で、父親はドイツの貿易会社のオーナーの一人で、15年間ニューヨークで働いた後、1887年に家族とドイツに帰国した。エルプスレーは、バルメンの学校に通った後、商人の教育を受けた。
1901年からカールスルーエの美術学校で学びはじめ、エルンスト・シュルトやルートヴィヒ・シュミット＝ロイテに学び、カールスルーエで学んだ、アレクサンデル・カノルトやゲオルク・タッペルトと友人になった。1904年にミュンヘンに移り、後に美術収集家になる親戚のオスカー・ヴィッテンシュタインと同じアパートで暮らし、絵の修業を続けた。1905年にミュンヘン美術院でルートヴィヒ・ヘルテリッヒに学んだ。1907年に裕福な実業家、シュシャルト(Hugo Julius Schuchard)の娘でまたいとこの女性と結婚した。
1908年の秋に、マリアンネ・フォン・ヴェレフキンとアレクセイ・フォン・ヤウレンスキーと知り合い、ミュンヘン新芸術家協会の創立メンバーになった。新芸術家協会はワシリー・カンディンスキーを理事長にして発足し、エルプスレーは事務局を務めることになった、エルプスレーの友人のカノルトやヴィッテンシュタインも新芸術家協会に加わった。
1909年に故郷のバルメンで地元の美術協会が企画した最初の個展を開いた。このころエルプスレーの作品は、ヤウレンスキーの影響を受けたものになった。新芸術家協会は1909年12月に第一回のグループ展を開催し、エルブスレーは3点の作品を出展した。1910年の第二回のグループ展のために、フランス人メンバーのピエール・ジリウーとヴェレフキン、ヤウレンスキーとパリを訪れ、ジョルジュ・ブラックやアンドレ・ドラン、パブロ・ピカソらに会い出展を得た。内紛からカンディンスキーが理事長を辞めた後、エルプスレーがその地位を継ぐが、その後、1911年のグループ展を前に、カンディンスキーは、ガブリエレ・ミュンター、フランツ・マルクらとともに、新芸術家協会を脱退し、「青騎士」を結成することになった。1911年に開かれた第三回グループ展が新芸術家協会の最後の展覧会になった。
1913年に新芸術家協会のメンバーは、レオ・プッツらのグループ「Scholle」やパウル・クレーを中心に作られた「Sema」などと統合された「ミュンヘン新分離派」(Münchener Neue Secession)のメンバーとなった。
第一次世界大戦が始まると、1915年に徴兵され軍務に就いた。1919年にミュンヘンに戻り、1920年代は「新即物主義」の運動にも興味を示したとされる。1933年にナチスが権力をもつとミュンヘン新芸術家協会に参加した画家たちの作品は「退廃芸術」に指定され、作品の発表の場所を失い、
バイエルンの町、イッキンク(Icking)に引退し、1947年にイッキンクで死去した。

## 作品

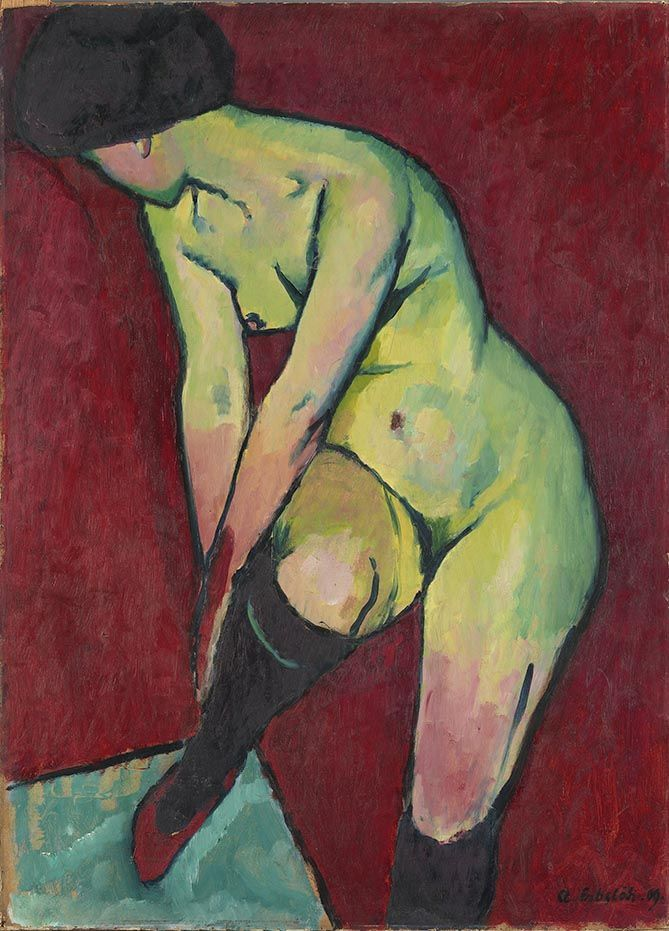
ガーターをつけたヌード (1909)
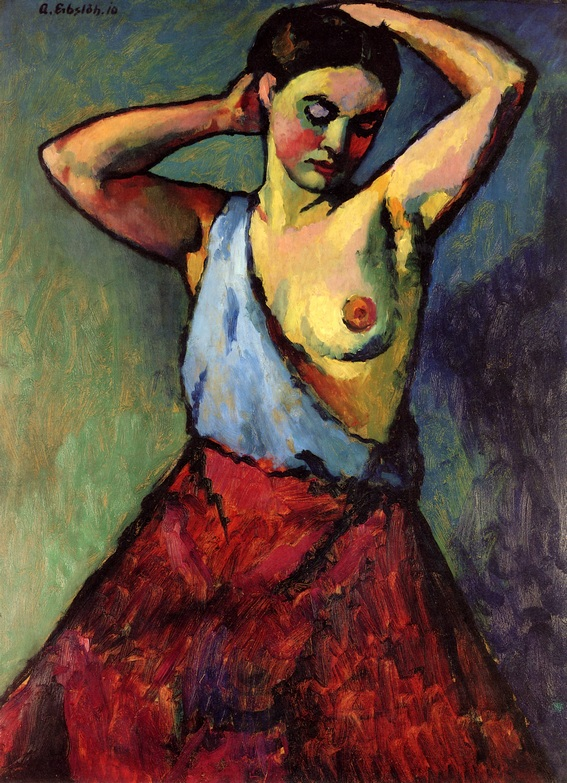
赤いスカートの少女 (1910)
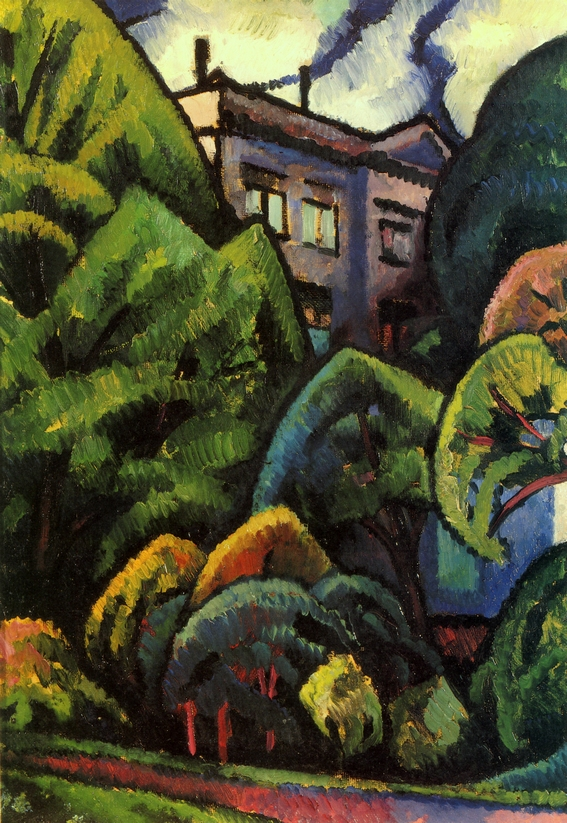
庭の家　(1912)
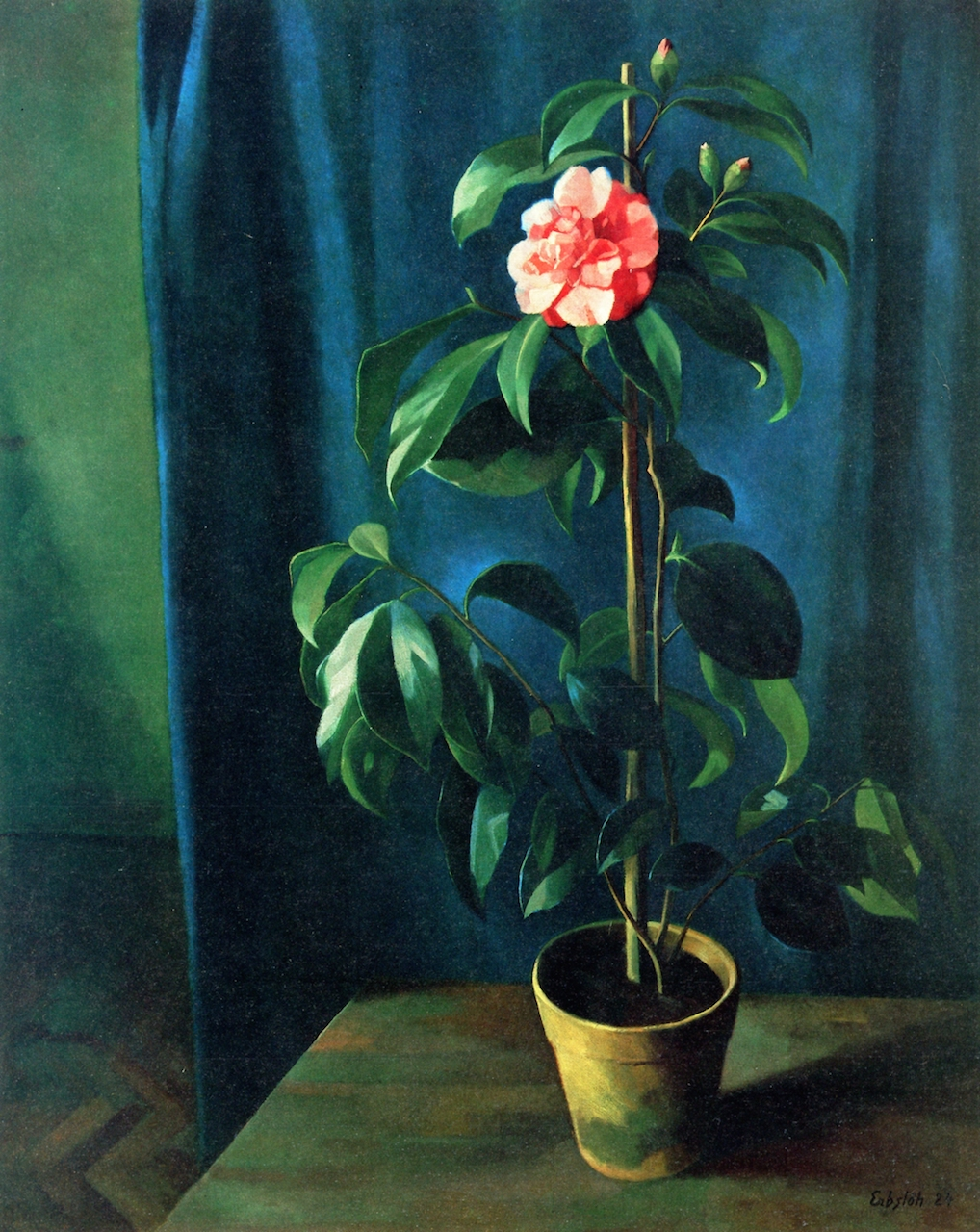
椿 (1924)